# Стјепко Гут
Стјепко Гут (Рума, 15. децембар 1950) српски је џез музичар. Осим као трубач, Гут је познат и као композитор, аранжер, диригент и музички педагог.

## Музичко образовање
Гут је рођен у Руми, 15. децембра 1950. године. Основну музичку школу завршио је у Руми, а Средњу музичку школу „Јосип Славенски“ у Београду. Студирао је на Музичкој академији у Београду, а затим на Швајцарској академији за џез у Берну, где је завршио основне студије 1975. године. Студије је наставио на Беркли конзерваторијуму у Бостону, где је 1980. године специјализовао аранжирање у класи чувеног џез трубача Херба Помероја.

## Каријера
Свирао је у џез оркестру Радио Новог Сада и Биг бенду Радио Телевизије Београд, као и са многим светски познатим музичарима. У периоду од 1980. до 1981. године био је члан престижног Ол-стар Биг бенда Лајонела Хамптона. Био је једини Европљанин и један од два белца који су наступали у том бенду.
Био је члан следећих биг бендова: STB Big Band, Берлин (1988), MHS Big Band, Аустрија (који води од 1983. године, и са којим је освојио награду Best Austrian Big Band, у Бечу (1993), ATS Big Band. Током 1987. године наступао је са бендом Stjepko Gut Jazz Quartet. У периоду од 1987. до 1990. године свирао је у саставу Jazz Power са Чарлијем Антолинијем, као и са пијанистом Ренатом Киком (1987, 1988, 1994).
Наступао је на многим познатим џез фестивалима широм света: Берн (1980), Норт Си (1982), Ронстберг (1981), Ивреа (1985), Хавана (1987), Монтре (1988), Нанко (1990), Беч (1993), Њујорк (1996) и многим другим.
Од осталих познатих имена са којима је Гут сарађивао истичу се: Винс Бенедети, Кларк Тери, Бени Бејли, Алвин Квин, Хорас Парлан, Кени Вашингтон, Мел Луис, Џо Њуман, Душко Гојковић и други. Сарађивао је и са извођачима рок музике, од чега су најпознатији његови радови са Рибљом чорбом (клавир у песми Лутка са насловне стране) и Бајагом и инструкторима (труба на албуму Са друге стране јастука).
Гут предаје на Академији за џез у Грацу од 1984. године, а 2001. године основао је Балкан џез центар у Београду, који је организовао низ концерата и гостовања врхунских џез музичара у престоници и другим градовима Србије.
Последњих година све више се интересује за етно џез и у оквиру овог жанра снимио је албуме Скице са Балкана и Афро-балканске скице са Биг бендом РТС-а. Године 2011. премијерно је изведена његова Српска симфонијска џез свита, ауторска композиција за симфонијски оркестар, хор и џез квартет, базирана на старим народним песмама из свих крајева Србије. Добитник је Нишвилове награде за животно дело.

## Изабрана дискографија
- (1979)
- (1980)
- — Миливоје Мића Марковић (1982)
- (1982)
- (1986)
- Стјепко Гут, Милица Милисављевић Дугалић и Виолета Реџепагић Југовизија (1986)
- (1987)
- (1995)
- (2005)